# Erehof Noordwolde
Erehof Noordwolde ligt op het kerkhof van de Hervormde kerk in Noordwolde in de Nederlandse provincie Friesland. Er staan acht stenen met de volgende namen:
| Naam                                    | Functie                      | Onderdeel                         | Squadron          | Overleden  | Leeftijd |
| --------------------------------------- | ---------------------------- | --------------------------------- | ----------------- | ---------- | -------- |
| Reginald Thomas Adams                   | Boordschutter                | Royal Air Force Volunteer Reserve | 405 (R.C.A.F.) Sq | 30-06-1942 | 21       |
| Walter Percy Beare                      | Radio-operator/boordschutter | Royal Air Force Volunteer Reserve | 405 (R.C.A.F.) Sq | 30-06-1942 | 27       |
| James William Bell                      | Waarnemer                    | Royal Canadian Air Force          | 405 (R.C.A.F.) Sq | 30-06-1942 | 28       |
| Henry Adolphus Chinn (ware naam: Echin) | Piloot                       | Royal Australian Air Force        | 405 (R.C.A.F.) Sq | 30-06-1942 | 22       |
| Winston James Dickinson                 | Radio-operator/boordschutter | Royal Canadian Air Force          | 405 (R.C.A.F.) Sq | 30-06-1942 | 25       |
| William Jessup Harrell                  | Piloot                       | Royal Canadian Air Force          | 405 (R.C.A.F.) Sq | 30-06-1942 | 21       |
| Paul Patrick Augustus Oneson            | Radio-operator/boordschutter | Royal Canadian Air Force          | 405 (R.C.A.F.) Sq | 30-06-1942 | 26       |
| Alexander Simpson                       | Boordwerktuigkundige         | Royal Air Force                   | 405 (R.C.A.F.) Sq | 30-06-1942 | 21       |

## Geschiedenis
In de nacht van 29 op 30 juni 1942 werd een Halifax-bommenwerper, de W1113 van het 405e (Canadese) Squadron, door een Duitse nachtjager neergeschoten. In de buurt van Noordwolde stortte het toestel neer. Alle acht bemanningsleden kwamen daarbij om het leven. Zij werden begraven op het kerkhof van de hervormde kerk van Noordwolde.